# 顔田顔彦
顔田 顔彦（かおだ かおひこ、1971年3月13日 - ）は、日本の男性俳優 ･ 放送作家 ･ 手品師。島根県出身。身長163cm。体重52kg。大人計画所属。以前は演劇集団「劇団健康」に在籍していた。
手品師のときの決め台詞は、胸の前で腕をクロスさせて片手で顔を半分隠しながら「フェイス !」。

## 出演

### テレビドラマ
- 世にも奇妙な物語 「過去からの日記」（2004年）- 滝田渉 役
- 女と愛とミステリー 「捜査一課長・神崎省吾 椿の入れ墨をした女」 （2004年8月8日）- 風俗の従業員・本間忠志 役
- 警視庁捜査ファイル さくら署の女たち 第3話「空飛ぶ殺人指紋!? 娘に捧ぐ夫婦の復讐愛」（2007年7月25日）
- 火曜ドラマ 有閑倶楽部 第4話（2007年11月6日）- 桜川きぬ（吉行和子）の甥 役
- ユンゲル （2008年）- 中内製薬株式会社 メディカル事業本部 第一営業部の社員 森下紀彦 役
- 内田康夫サスペンス 浅見光彦シリーズ32「箱庭」（2008年9月19日）- 山口県警 岩国警察署 宮脇 役
- おとり捜査官・北見志穂 第13作「バスローブ連続殺人 ナゾの香りに包まれた全裸美女の秘密…犯人までもが殺された !」（2008年12月13日）- 上尾千恵美（早川瀬里奈）の婚約者 鈴木直哉 役
- だいすき!! ゆずの子育て日記 （2008年）- 野村芳樹 役
- 炎の警備隊長・五十嵐杜夫
- 富豪刑事 - 垣内真一 役
- 東京ワンダーツアーズ
- スイーツドリーム - 小田忠夫 役
- ギャルサー - 砂岡健太郎 役
- オレンジデイズ 第1話
- 新選組!
- BE-BOP-HIGHSCHOOL
- 子連れ狼
- ああ探偵事務所 第6話
- ウルトラマンネクサス 第2話「異性獣 -スペースビースト-」・第3話「巨人 -ウルトラマン-」 - ビール工場の作業員 役
- 仮面ライダーシリーズ
  - 仮面ライダー剣 第41話
  - 仮面ライダー電王 第1話 - 酒屋の運転手 役
  - 仮面ライダーウィザード 第42話・第43話 - 楠田 役
- ママ!アイラブユー
- 東京ワンダーツアーズ 第4話
- ケータイ刑事 銭形雷 第15話
- ケータイ刑事 銭形海 第6話
- モップガール 第7話
- となりのクレーマー
- 7人の女弁護士・第2シリーズ 第9話 - 手塚浩紀 役
- Around40 第2話
- やまない雨はない
- 13歳のハローワーク 第6話 - ドラゴン龍也 役
- 純と愛 池野隆史 役

### 映画
- 劇場版 仮面ライダー剣 MISSING ACE - 編集者[1]
- いらっしゃいませ、患者さま。 - 外来患者 役
- 恋する彼女、西へ。
- 同じ月を見ている
- デスノート 前編 - 渋井丸拓男 役
- バックダンサーズ!
- 劇場版TRICK 霊能力者バトルロイヤル （2010年5月8日、東宝）

### 番組構成
- はなまるマーケット 「クイズ!デイリーママダス」
- オールスター感謝祭 問題作成

### 舞台
- キレイ
- スペーストラベラーズ side;Winter
- ドブの輝き
- のぐおヒョロライブ『チームのぐお』
- 「I WANT YOU/お前が欲しいんや」
- 母を逃がす
- ゴーゴーボーイズ ゴーゴーヘブン（2016年7月7日 - 7月31日、Bunkamura シアターコクーン / 8月4日 - 8月13日、森ノ宮ピロティホール）